# Joseph de Revol
Joseph de Revol (né vers 1663 à Les Avenières et mort le 23 mars 1739 à Oloron) est un ecclésiastique qui fut évêque d'Oloron de 1705 à 1735.

## Biographie
Joseph de Revol nait dans le diocèse de Vienne ; il est le fils de Pierre vicomte de Revol, magistrat au Parlement du Dauphiné et de Charlotte de Saint-Chamans. Docteur en théologie de l'université de Paris, il devient vicaire général de l'évêque de Poitiers. 
Il est nommé évêque d'Oloron en 1705, confirmé le 7 septembre et consacré en novembre par l'évêque de Poitiers. Il est à l'origine de la fondation du séminaire d'Oloron qu'il confie aux Barnabites. Il se charge de l'éducation de Jean-François de Montillet de Grenaud, le fils de sa sœur Hippolyte et de Guy de Montillet, seigneur de Grenaud (1662-1732) dont il veut faire son successeur. Après avoir nommé son neveu vicaire général en 1734, il se démet en sa faveur de son siège épiscopal l'année suivante et meurt à Oloron en 1739.